# Kino Lucerna (Brno)

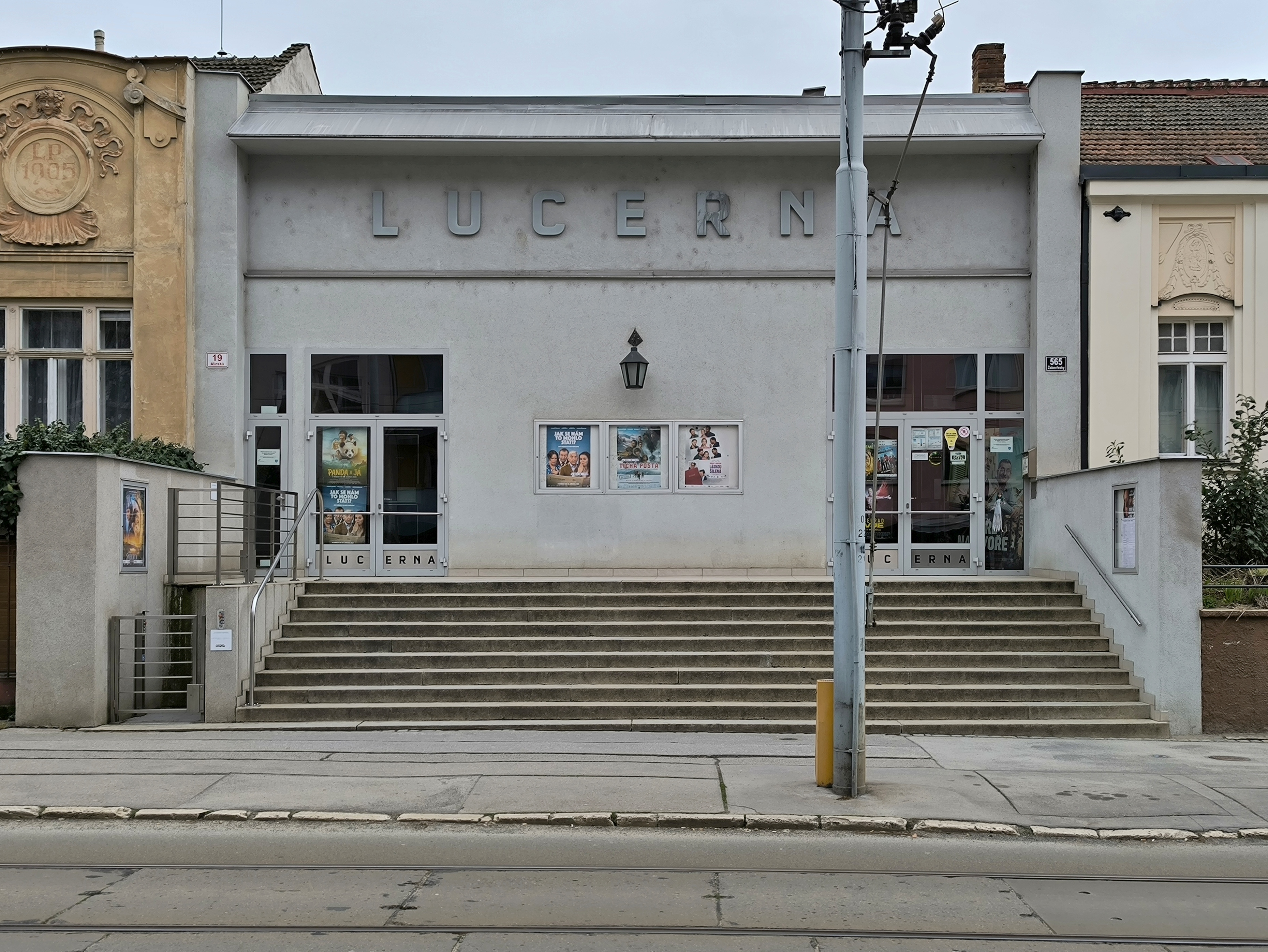
Kino Lucerna v roce 2025

Kino Lucerna je kino v brněnské městské části Brno-Žabovřesky na ulici Minská. Jde o nejstarší fungující kino v Brně, v celé České republice je pak druhým nejstarším existujícím biografem (po pražské Lucerně). Promítat začalo 29. května 1915 ještě pod názvem Bio Aladin, od roku 1917 funguje pod současným názvem.

## Historie
Kino vybudoval na svém pozemku zednický mistr Bartoloměj Novák, který o potřebnou licenci zažádal spolu se svou ženou Perpetuou v říjnu 1913. Projekt kina ale musel být přepracován a stavební povolení bylo vydáno v červnu 1914, s tím, že licence bude případně udělena až po kolaudaci. K té došlo jeden den před prvním promítáním, v červnu pak byla provozovatelům definitivně udělena licence na promítání filmů. Vedoucím byl majitel Bartoloměj Novák a prvním promítačem Jiljí Klement, který ale musel být o rok později nahrazen, protože neměl nutnou státní zkoušku a kino bylo kvůli tomu na základě udání na krátkou dobu zavřeno. Majitel v roce 1917 padl ve válce, jeho manželka jej po jistou dobu zastupovala, ale správcem kina byl nakonec soudem ustanoven JUDr. Jindřich Súček, jehož manželka Kamila poté odkoupila licenci, kino renovovala a 22. prosince 1917 jej znovuotevřela už pod názvem Lucerna.

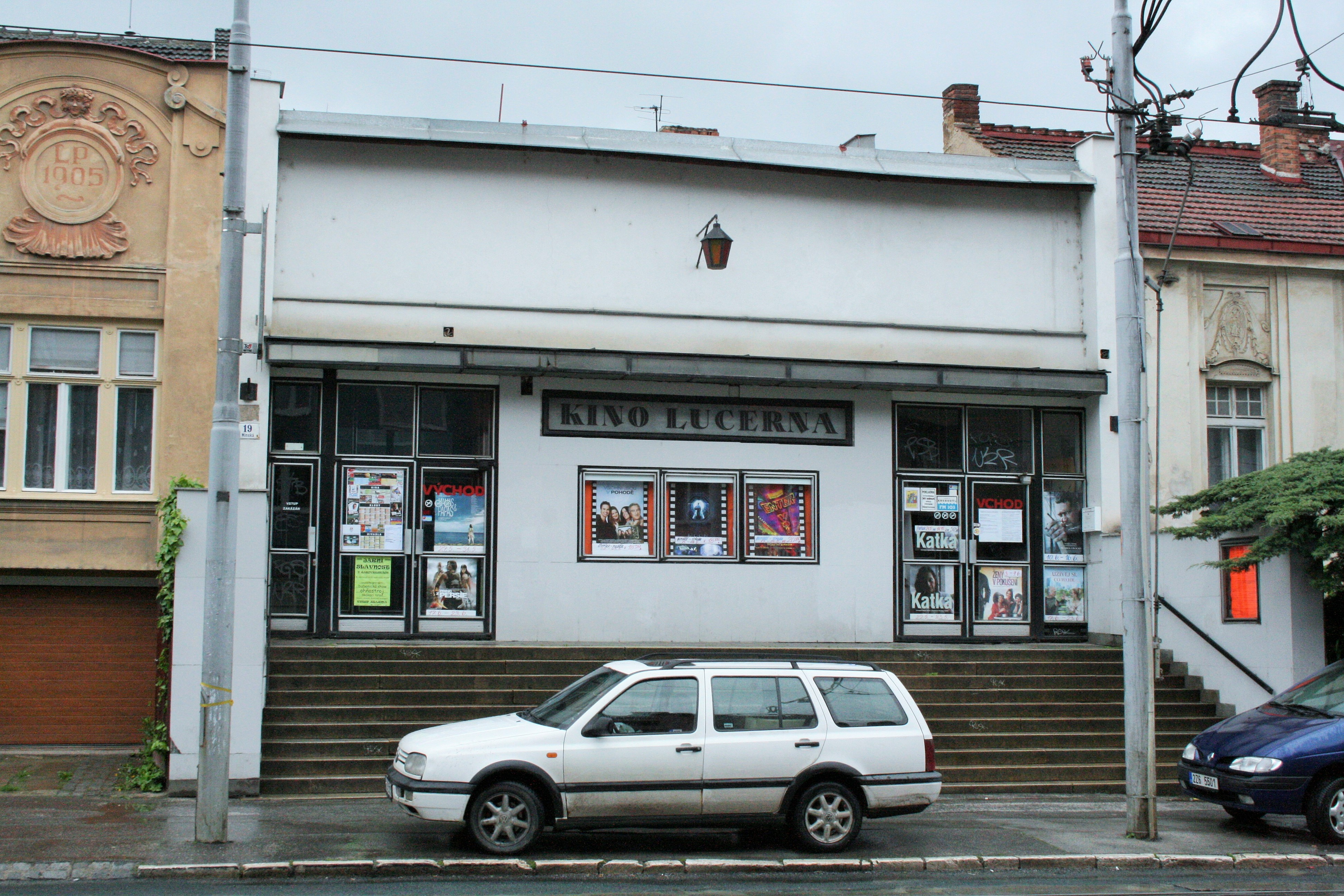
Kino Lucerna, 2010

Licence ovšem v roce 1920 vypršela a přes žádosti provozovatelů už nebyla obnovena. O rok později kino za 108 000 Kč odkoupila „Středoškolská menza v Brně“, které licence udělena byla a správcem se stal prof. Ing. Bohuslav Holman. Po úpravách kino opět začalo 24. března 1922 promítat. V roce 1928 je postihl požár, popálen byl ale jen promítač, divákům se nic nestalo. Promítací kabina byla nicméně upravena na ohnivzdornou. Od 14. února 1931 začala Lucerna promítat i zvukové filmy, o dva roky později bylo zavedeno ústřední topení a nová klimatizace. Na samém konci Protektorátu kino přešlo ze středoškolského spolku na Státní ministerstvo pro Čechy a Moravu a po znárodnění v roce 1945 je začal spravovat Československý státní film, aby bylo nakonec svěřeno brněnskému národnímu výboru, resp. jeho Správě městských kin. V letech 1963, 1967 a 1981 proběhly modernizační adaptace, naposled mělo kino celkem 202 sedadel. Od roku 1983 začalo jako první v Československu promítat tzv. „abonentní cykly“.
Těsně před sametovou revolucí kino Lucerna převzal Park kultury a oddechu (PKO), ale od března 1990 opět patřilo pod Správu městských kin. Ta zanikla roku 1995 a Lucernu nakonec získala městská část Brno-Žabovřesky, která ji pronajímá k provozu. Nejdříve Lucernafilmu (později mění název na Bontonfilm), až nakonec v roce 2004 společnosti Biograf, spol. s r. o., Dušana Peprného. Po nástupu multiplexů začalo kino Lucerna bojovat o diváky, díky digitalizaci a symbolickému nájmu ze strany městské části Brno-Žabovřesky se mu podařilo udržet.